# (1857) Parchomenko
(1857) Parchomenko – planetoida z pasa głównego asteroid okrążająca Słońce w ciągu 3,36 lat w średniej odległości 2,24 j.a. Została odkryta 30 sierpnia 1971 roku w Krymskim Obserwatorium Astrofizycznym w Naucznym przez Tamarę Smirnową. Nazwa planetoidy pochodzi od radzieckiej astronomki Praskowji Parchomienko.